# Obodas III
Obodas III was 28  v.Chr. - 9 v.Chr. koning van de Nabateeërs
Obodas was een voorzichtig man die besefte dat hij tegen de groeiende macht van de Romeinen niet veel kon uitrichten. Hij probeerde daarom zo veel mogelijk buiten verwikkelingen met het buitenland te blijven en goede betrekkingen met de machtige Romeinen te onderhouden. Dit betekende wel dat zijn koninkrijk steeds meer buiten de handelsroutes kwam te liggen. Hoewel de Arabische veldtocht van Aelius Gallus, de prefect van Egypte, op het Arabische schiereiland op een ramp uitliep, verarmde het hof in Petra omdat het alleen nog de landwegen beheerste. 
Obodas werd opgevolgd door Aretas IV